# Gervarrius Owens
Gervarrius Owens (Moore, 14 ottobre 1999) è un giocatore di football americano statunitense che milita nel ruolo di safety per i New York Giants della National Football League (NFL).

## Carriera

### New York Giants
Al college Owens giocò a football al Northeastern Oklahoma A&M College (2018) e all'Università di Houston (2019-2022). Fu scelto nel corso del settimo giro (254º assoluto) del Draft NFL 2023 dai New York Giants. Debuttò come professionista subentrando nella gara del settimo turno contro i Washington Commanders giocando 12 snap negli special team. La sua prima stagione si chiuse con un tackle e un fumble recuperato in tre presenze, nessuna delle quali come titolare.